# Kepler-78b
Kepler-78b (trước đây thường được gọi là hành tinh KIC 8435766 b) là một hành tinh ngoài hệ Mặt Trời, nằm quanh ngôi sao Kepler-78. Vào thời điểm phát hiện ra nó, hành tinh này được biết đến nhiều nhất vì có sự tương tự giống như Trái Đất về mặt khối lượng, bán kính và mật độ trung bình.

## Lịch sử
Hành tinh này được phát hiện vào năm 2013 bằng cách phân tích những dữ liệu thu về từ kính viễn vọng không gian Kepler. Hành tinh này được nhìn thấy không chỉ khi đang trong giai đoạn quá cảnh là một ngôi sao, mà còn được phát hiện ra nó tỏa ra ánh sáng do ánh sáng phản xạ từ ngôi sao mẹ trong các giai đoạn quỹ đạo. Nó không phải là mục tiêu quan sát chính của vệ tinh Kepler kể từ khi phân tích dữ liệu lúc đầu của vệ tinh trong thời gian ngắn.

## Môi trường
Kepler-78b bay quanh sao mẹ với một quỹ đạo 8.5 giờ. Nó phản xạ khoảng 20% đến 60% ánh sáng sao mà nó nhận được. Do quỹ đạo quay quanh ngôi sao cực kì ngắn, nhỏ hơn 40 so với hấp dẫn bề mặt quay xung quanh Mặt Trời, do vậy bề mặt của hành tinh này ước tính có nhiệt độ từ 2.300 K (2.030 °C; 3.680 °F) đến 3.100 K (2.830 °C; 5.120 °F). Nhiệt độ này đủ cao để có thể xóa bỏ bầu khí quyển của bất kì hành tinh ổn định nào, nhưng phần lỏng và rắn của hành tinh khá ổn định. Theo Francesco Pepe, một trong những nhà thiên văn học tham gia vào việc phát hiện Kepler-78b, hành tinh này có thể có kích cỡ ngang với Trái Đất nhưng "nó có thể được hình dung như một hành tinh nham thạch chứ không phải là một hành tinh giống như Trái Đất." 
Gia tốc trọng trường trên bề mặt hành tinh này được ước tính vào khoảng ~11 m/s2, lớn hơn một chút so với Trái Đất.